# Ceremošnja
Ceremošnja (em cirílico:Церемошња) é uma vila da Sérvia localizada no município de Kučevo, pertencente ao distrito de Braničevo, na região de Zvižd. A sua população era de 317 habitantes segundo o censo de 2002.

## Demografia
| 1948 | 1953 | 1961 | 1971 | 1981 | 1991 | 2002 |
| ---- | ---- | ---- | ---- | ---- | ---- | ---- |
| 588  | 573  | 617  | 567  | 471  | 425  | 317  |